# Menou
Menou is een gemeente in het Franse departement Nièvre (regio Bourgogne-Franche-Comté) en telt 179 inwoners (2009). De plaats maakt deel uit van het arrondissement Clamecy.
Het kasteel van Menou is sinds 15 februari 1996 geklasseerd als Frans beschermd erfgoed, als monument historique.

## Geografie
De oppervlakte van Menou bedraagt 16,8 km², de bevolkingsdichtheid is 10,3 inwoners per km².
De onderstaande kaart toont de ligging van Menou met de belangrijkste infrastructuur en aangrenzende gemeenten.

## Demografie
Onderstaande figuur toont het verloop van het inwonertal (bron: INSEE-tellingen).